# Nazionale femminile di pallacanestro della Bosnia ed Erzegovina
La nazionale femminile di pallacanestro della Bosnia ed Erzegovina, selezione delle migliori giocatrici di pallacanestro di nazionalità bosniaca, rappresenta la Bosnia ed Erzegovina nelle competizioni internazionali di pallacanestro organizzate dalla FIBA, ed è gestita dalla Federazione cestistica della Bosnia ed Erzegovina.

## Storia

### Nazionale RSF Jugoslavia (1935-1992)
Fino al 1992 le cestiste bosniache, nelle competizioni internazionali, militavano nella fortissima Nazionale di Jugoslavia|Nazionale, alla quale ha contribuito, anche se in misura minore rispetto ad altre Repubbliche della ex-Jugoslavia, fornendo talentuose giocatrici. 

### Nazionale bosniaca (dal 1992)
La nazionale della Bosnia ed Erzegovina, affiliata alla FIBA nel 1992, dopo la disgregazione della Jugoslavia ha subito vinto l'oro ai Giochi del Mediterraneo del 1993, non ottenendo in seguito nessun risultato di rilievo, e non si è mai qualificata per l'Olimpiade.

## Piazzamenti
Mondiali
- 2022 - 12º

Europei
- 1997 - 12º
- 1999 - 10º
- 2021 - 5º

Mediterranei
- 1993 -  1º

## Formazioni

### Mondiali
Campionato mondiale femminile di pallacanestro 20224 Deura, 5 Džombeta, 7 Knežević, 9 Domuzin, 10 Ikanović, 11 N. Delić, 13 Selimović, 15 Elez, 23 Marković, 24 Tavić, 25 A. Delić, 35 Jones,        All. Goran Lojo

### Europei
Campionato europeo femminile di pallacanestro 19974 Hadžimustafić, 5 Džebo, 6 Imamović, 7 Lakić, 8 Suljanović, 9 Durmić, 10 Alagić, 11 Zorić, 12 Mujanović, 13 Neimarlija, 14 Munković, 15 Tunja,        All. -
Campionato europeo femminile di pallacanestro 19994 Hadžimustafić, 5 Džebo, 6 Imamović, 7 Mehmedić, 8 Neimarlija, 9 Zorić, 10 Mirvić, 11 Bajkuša, 13 Cipurković, 14 Munković, 15 Savić,        All. -
Campionato europeo femminile di pallacanestro 20214 Deura, 5 Džombeta, 7 Babić, 9 Domuzin, 10 Gajić, 11 N. Delić, 13 Brčaninović, 15 Džebo, 21 Vrančić, 24 Tavić, 25 A. Delić, 35 Jones,        All. Goran Lojo

### Giochi del Mediterraneo
Pallacanestro femminile ai XII Giochi del MediterraneoBajkuša, Džebo, Lakić, Mirvić, Mujanović, Šarenac, Šarić, Sušić, Zupčević, All. -

## Nazionali giovanili
- Selezioni giovanili della nazionale femminile di pallacanestro della Bosnia ed Erzegovina